# Maimont
Der Maimont ist ein aus Buntsandstein aufgebauter Berg im Wasgau (französisch Vasgovie), ein Gebiet dessen französischer Teil dort auch als Nordvogesen bezeichnet wird, der auf der Grenze des Départements Bas-Rhin (deutsch Unterelsass) zum Landkreis Südwestpfalz in Rheinland-Pfalz liegt. Der Maimont ist ein Doppelberg; er erreicht mit seinem nur wenige Meter auf französischer Seite gelegenen Hauptgipfel eine Höhe von 515 Metern (nach IGN-Karte 513 m). Der zweite Gipfel auf Pfälzer Seite trägt den Namen Herberg und erreicht eine Höhe von 491 m. Auf ihm steht das „Friedenskreuz“. Beide Gipfel sind durch einen Sattel getrennt.

## Lage

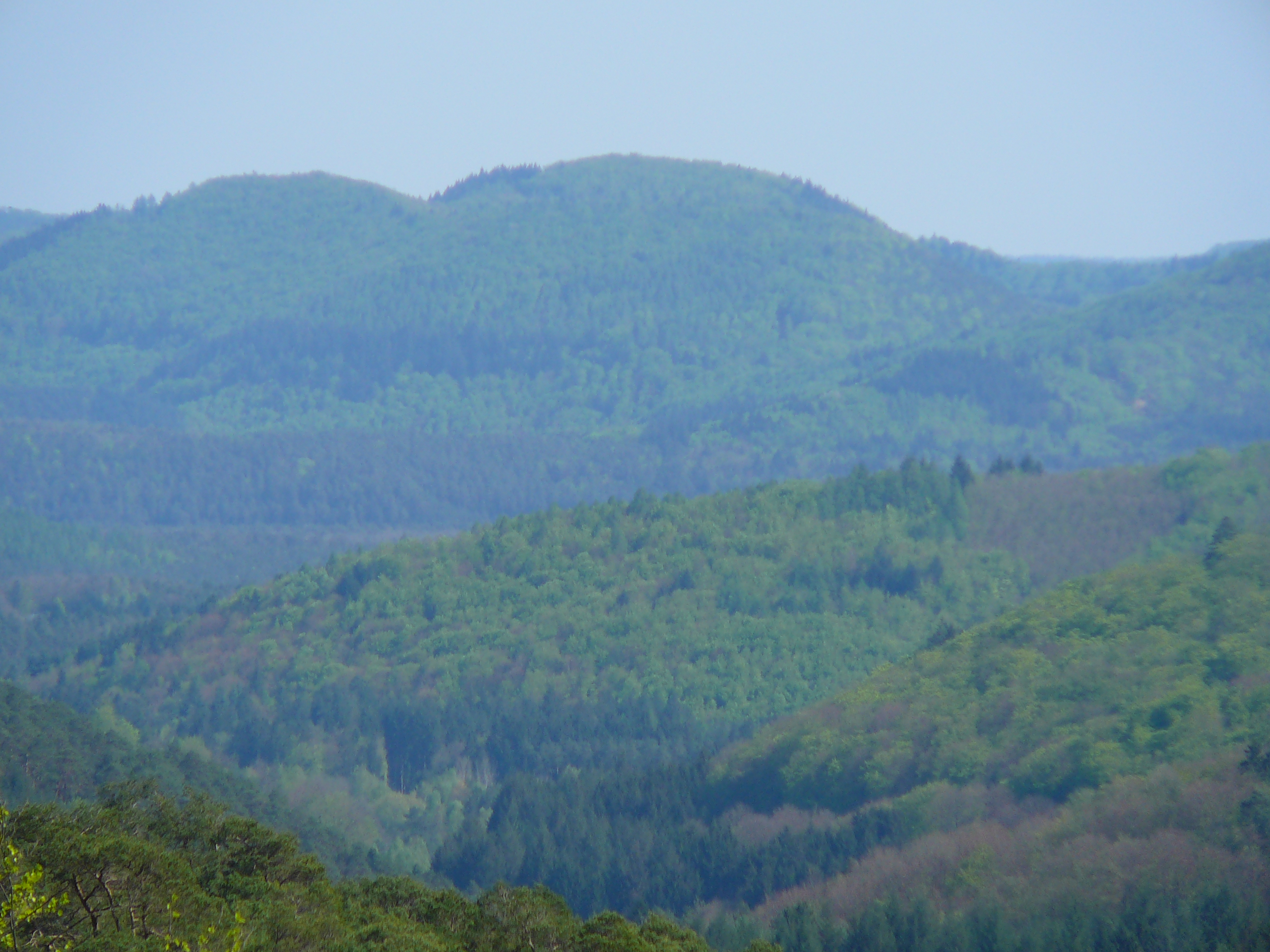
Blick von der Hohen List zum Maimont

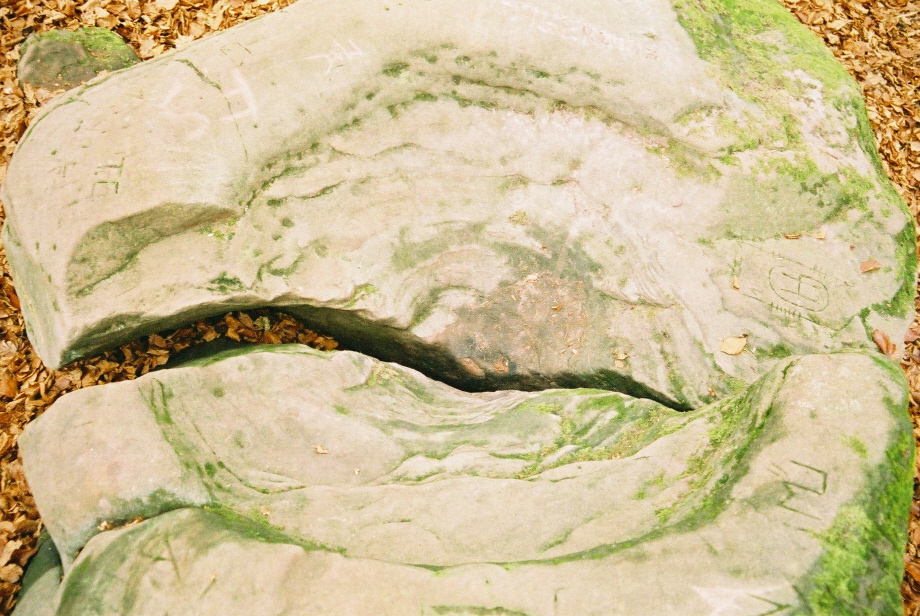
Opferschale im Ringwall

Der Maimont liegt auf dem Gebiet der elsässischen Gemeinde Niedersteinbach in der Nähe der Burg Wasigenstein westlich von Wengelsbach und südlich des pfälzischen Gebüg (heute Ortsteil von Schönau (Pfalz)).

## Namensherkunft

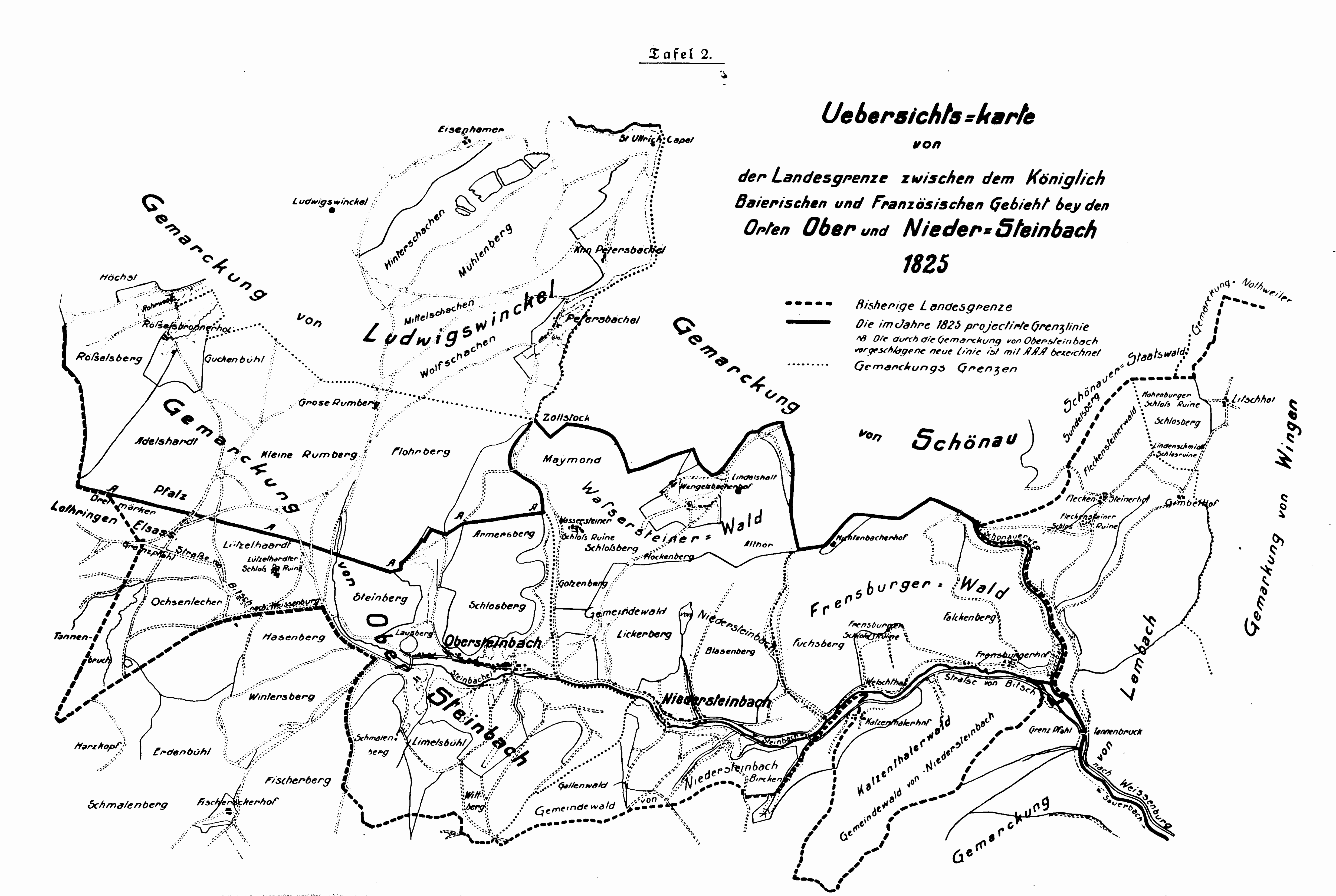
Grenzverlauf im Bereich des Maimont (hier als „Maymond“ bezeichnet)

1463 wurde der Berg als Meygelmont bezeichnet. Dies wurde vom Lateinischen Magnus oder vom Keltischen Mogalos (für: groß) abgeleitet, die Bezeichnung soll demnach „Großer Berg“ bedeuten. Eine weitere Erklärung führt den Namen auf das keltische Mailos mit der Bedeutung „abgeflacht“ zurück, die auf die Form des Bergs Bezug nähme.

## Historische Anmerkungen
Auf dem Berg ist ein ca. vier Hektar großer doppelter keltischer Ringwall (Innenareal ca. 350 m West-Ost-Ausdehnung, 120 m Nord-Süd-Ausdehnung) um eine nachgewiesene Höhensiedlung gelegen, zu dem eine Opferschale (möglicherweise aber nur eine geologische Besonderheit) gehört. Der Wall ist im Norden der Anlage noch bis in etwa 2 bis 3 m Höhe verfolgbar. Besiedlungsspuren reichen von der Bronzezeit, der Hallstatt- und Latènezeit, der Spätantike und dem Mittelalter.
Der Bergrücken und das Felsmassiv am Wasigenstein gelten als Schauplatz des Waltharilieds.
Durch den Zweiten Pariser Frieden war der Maimont im Jahr 1815 an Bayern gekommen; die 1825 durchgeführte Grenzkorrektur gab ihn aber (mit Obersteinbach, Niedersteinbach und Wengelsbach) wieder an Frankreich.
Im Zweiten Weltkrieg fand im Mai 1940 zu Beginn des Westfeldzugs die Schlacht um den Maimont statt. Zum Gedenken hieran wurde 1950 das inzwischen mehrmals erneuerte Friedenskreuz errichtet.

## Tourismus
Über den Maimont verläuft der Fernwanderweg Donnersberg–Donon. Von Obersteinbach führt ein markierter Weg des Vogesenclubs auf den Berg, von Petersbächel ein markierter Weg über den „Zollstock“; außerdem führt der Wasgau-Wanderweg am Maimont vorbei. Bei der Burg Wasigenstein gibt es einen Parkplatz. Nordöstlich des Maimont, auf der Gemarkung der Gemeinde Schönau, liegt zudem die Burg Blumenstein.